# Три юнаки у вогняній печі

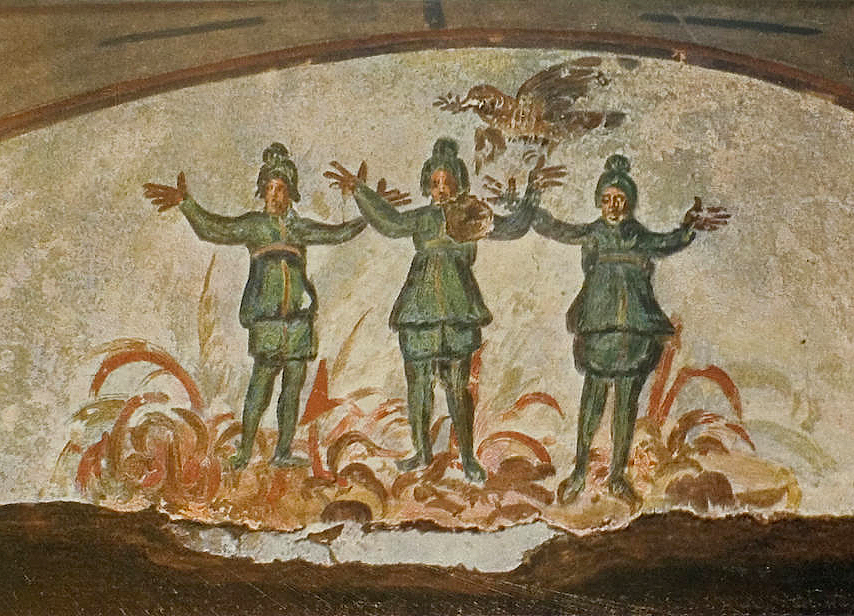
Фреска «Три юнаки у вогняній печі», Катакомби Прісцилли, 4 століття.

Три юнаки у вогняній печі — герої біблійної історії, юдейські юнаки на ім'я Шедрах (Ананія), Мешаг (Місаїл) та Аведнего (Азарія), друзі пророка Даниїла. Під час вавилонського полону, цар Навуходоносор II поставив був нового ідола та звелів вклонитися йому усім своїм підданим. Ці юнаки відмовилися і були кинуті у «вогняну піч», але були збережені архангелом Михаїлом (Дан. 1:7).
Пам'ять цим трьом юнакам у православній церкві здійснюється 30 грудня (17 грудня за старим стилем).
Тепер вони є покровителями Грецького пожежного корпусу.